# Primeiro-ministro da Escócia
O Primeiro-ministro da Escócia (em inglês:  First Minister of Scotland; em gaélico escocês:  Prìomh Mhinistear na h-Alba; em scots:  Heid Meinister o Scotland) é o líder político da Escócia e chefe de governo da nação. Como chefe do gabinete, ele é responsável pela formulação, desenvolvimento e representação da política de Estado do governo escocês. Ele também representa o seu país no Reino Unido e no mundo.
O Primeiro-ministro é um membro (MP) do Parlamento Escocês. Os membros do seu gabinete são apontados por ele. Assim, ele responde as suas ações ao seu parlamento em Edimburgo e não a Westminster, em Londres.
O atual primeiro-ministro é John Swinney do Partido Nacional Escocês (SNP), que assumiu a posição após a renúncia de Humza Yousaf.